# Stadspolder c.a.
Het Afwateringsschap Stadspolder c.a  was een overkoepelend waterschap in de gemeente Kortgene op Noord-Beveland. in de Nederlandse provincie Zeeland.
Het waterschap was verantwoordelijk voor de afwatering van verschillende (op zich zelfstandige) polders, namelijk:
- de Adriaanpolder
- de Frederikspolder
- de Jonkvrouw Annapolder
- de Stadspolder
- de Oud-Kortgenepolder
- de Westpolder
- de Willem-Adriaanpolder (tot 1891)